# Činghaj
Činghaj (; alternativno latinizirano kot Cinghaj, Č'inghaj; pinjin Qinghai), tudi Kokonur, je celinska pokrajina na severozahodu Ljudske republike Kitajske. Pokrajina je po velikosti četrta največja v državi in tretja najmanjša po številu prebivalstva. Njeno glavno in največje mesto je Šining.
Činghaj meji na severovzhodu na Gansu, Šindžjang na severozahodu, Sečuan na jugovzhodu in Tibetsko avtonomno regijo na jugozahodu. Pokrajina Činghaj je bila ustanovljena leta 1928 v obdobju Republike Kitajske, v kateri so ji vladali kitajski muslimanski poveljniki, znani kot Ma klika. Kitajsko ime "Činghaj" izhaja iz imena jezera Činghaj, največjega jezera na Kitajskem. Pokrajina je bila v angleščini prej znana kot Kokonur, kar izhaja iz oiratskega imena za jezero Činghaj.
Pokrajina, ki se večinoma nahaja na Tibetanski visoki planoti, je že dolgo stičišče številnih etničnih skupin, vključno s Han, Tibetanci, Hui, Tu, Mongoli in Salarji. Tibetanci predstavljajo petino prebivalstva Činghaja, Hui pa približno šestino prebivalstva. Med 5,6 milijonskim prebivalstvom Činghaja je več kot 37 priznanih etničnih skupin, nacionalne manjšine pa skupaj predstavljajo 45,5 % prebivalstva.
Območje Činghaja je prišlo pod oblast Činga leta 1724. Po strmoglavljenju dinastije Čing leta 1912 je regija prešla pod nadzor kitajskega muslimanskega poveljnika Ma Čija, dokler Severna odprava Republike Kitajske leta 1928 ni utrdila osrednjega nadzora in ustvarila provinco.

## Zgodovina
V bronasti dobi je bil Činghaj dom raznolike skupine nomadskih plemen, tesno povezanih z drugimi srednjeazijskimi prebivalci, ki so se tradicionalno preživljali s kmetijstvom in živinorejo, kulturo Kajue. Vzhodni del območja Činghaj je bil pod nadzorom dinastije Han pred približno 2000 leti. Bilo je bojišče med dinastijami Tang in poznejšimi dinastijami osrednje nižine, ko so se borili proti zaporednim tibetanskim plemenom.
Sredi 3. stoletja n. št. so se nomadski ljudje, povezani z mongolskim Šjanbei, preselili na pašnike okoli jezera Činghaj (Koko Nur) in ustanovili kraljestvo Tujuhun.
V 7. stoletju sta kraljestvo Tujuhun napadla tako Tibetansko cesarstvo kot dinastija Tang, saj sta si oba prizadevala za nadzor nad trgovskimi potmi svilne poti. Tibetanski kralj Songsten Gampo je zmagal in poselil območje okoli Tso ngon (jezero Go ali jezero Kokonor). Vojaški spopadi so močno oslabili kraljestvo Tujuhun in bilo je vključeno v Tibetansko cesarstvo. Tibetansko cesarstvo se je med vladavino Trisonga Detsena in Ralpacana še naprej širilo onkraj Tso ngona in do leta 848 je nadzorovalo obsežna območja severno in vzhodno od Tso ngona, kar je vključevalo današnji Šjan.
Po razpadu Zibetanskega cesarstva so se pojavile majhne lokalne frakcije, nekatere pod naslovno oblastjo politik osrednje nižine. Dinastija Song je premagala kraljestvo Kokonor v 1070-ih. Med upravno vladavino Tibeta dinastije Juan pod vodstvom Mongolov je regija obsegala povirje rek Ma Ču (reka Machu, Rumena reka in Jalong (Jangce)) ter je bila znana kot Amdo, vendar je bila razdeljena na drugačne upravne delitve kot Tibet.
Večji del Činghaja je bil kratek čas po strmoglavljenju dinastije Juan pod nadzorom zgodnje dinastije Ming, a je kasneje postopoma izgubil Khošut kanat, ki so ga ustanovili Oirati. V avtonomnem okrožju Šunhua Salar živi večina Salarjev v Činghaju. Salarji so se v Činghaj preselili iz Samarkanda leta 1370. Vodja štirih višjih klanov v tem času je bil Han Pao-juan in Mingi so mu podelili položaj stotnika, takrat so ljudje njegovih štirih klanov prevzeli Han za svoj priimek. Drugi poglavar Hanov Šan-pa štirih nižjih salarskih klanov je dobil isti urad od Mingov in njegovi klani so bili tisti, ki so vzeli Ma za svoj priimek.
Od leta 1640 do 1724 je bil velik del območja, ki je danes Činghaj, pod nadzorom Khošut Mongolov, vendar so ga leta 1724 osvojile vojske dinastije Čing. Šining, glavno mesto sodobne pokrajine Činghaj, je začelo delovati kot upravno središče, čeprav je bilo samo mesto takrat del pokrajine Gansu znotraj »tibetanskega obmejnega okrožja«. Leta 1724 je Nian Gengjao predlagal 13-člen za učinkovito upravljanje mesta Činghaj (kitajsko 青海善后事宜十三条), ki ga je centralna vlada sprejela, da bi pridobila popoln nadzor nad mestom Činghaj.
Pod dinastijo Čing je bil guverner podkralj cesarja, vendar so lokalne etnične skupine uživale precejšnjo avtonomijo. Številni poglavarji so obdržali svojo tradicionalno oblast in sodelovali v lokalnih upravah. Dunganski upor (1862–1877) je opustošil muslimansko prebivalstvo Hui v Šaanšiju in preselil središče prebivalstva Hui v Gansu in Činghaj. Drug Dunganski upor je izbruhnil v Činghaju leta 1895, ko so se različne muslimanske etnične skupine v Činghaju in Gansuju uprle Čingom. Po strmoglavljenju dinastije Čing leta 1911 je regija prišla pod nadzor kitajskega muslimanskega vojskovodje Ma Čija, dokler Severna odprava Republike Kitajske leta 1928 ni utrdila centralnega nadzora.
Julija–avgusta 1912 je bil general Ma Fušjang »vršilec dolžnosti glavnega izvršnega direktorja Kokonurja« (dejanski guverner regije, ki je kasneje postala Činghaj). Leta 1928 je bila ustanovljena pokrajina Činghaj. Muslimanski vojskovodja in general Ma Či je postal vojaški guverner Činghaja, sledil mu je njegov brat Ma Lin (vojskovodja) in nato Ma Čijev sin Ma Bufang. Leta 1932 je Tibet napadel Činghaj in poskušal leta 1932 zavzeti južne dele pokrajine Činghaj po sporu v Jušuju v  zaradi samostana. Vojska Ma Bufanga je premagala tibetansko vojsko. Ameriški novinar John Roderick je guvernerja Činghaja Ma Bufanga opisal kot socialista in prijaznega v primerjavi z drugimi vojskovodjami Ma Clique. Poročali so, da je bil Ma Bufang dobre volje in veseljak v nasprotju z brutalno vladavino Ma Hongkuija. Večino vzhodne Kitajske sta opustošili druga kitajsko-japonska vojna in kitajska državljanska vojna, nasprotno pa je bil Činghaj relativno nedotaknjen.
Ma Bufang je povečal pomen ljudstva Hui in Salar v Činghajevi politiki z velikim novačenjem v svojo vojsko iz okrožij, v katerih so te etnične skupine prevladovale. General Ma je začel z državnim in nadzorovanim projektom industrializacije, ki je neposredno ustvaril izobraževalne, zdravstvene, kmetijske in sanitarne projekte, ki jih je vodila ali pomagala država. Država je zagotovila denar za hrano in uniforme v vseh šolah, državnih ali zasebnih. Zgrajene so bile ceste in gledališče. Država je nadzorovala ves tisk, neodvisnim novinarjem ni bila dovoljena nobena svoboda.
Ko se je kitajska komunistična revolucija leta 1949 bližala Činghaju, je Ma Bufang opustil svoje delovno mesto in odletel v Hongkong, odpotoval v tujino, a se na Kitajsko nikoli ni vrnil. 1. januarja 1950 je bila razglašena ljudska vlada pokrajine Činghaj, ki se je zahvalila svoji zvestobi novi Ljudski republiki Kitajski. Poleg nekaterih manjših prilagoditev glede na geografijo je LRK ohranila ozemeljsko celovitost province. Odpor proti komunistični vladavini se je nadaljeval v obliki Huisovega islamskega upora Kuomintanga (1950–58), ki se je razširil mimo tradicionalnih območij Hui na etnično-tibetanski jug. Čeprav so Hui leta 1949 predstavljali 15,6 % prebivalstva Činghaja, zaradi česar je bila pokrajina druga največja koncentracija Hui za Ningšja, je država Hui etnično avtonomna okraja in okrožja zavračala njihovo število po kitajski zakonodaji do leta 1980.
- Hošutski kanat (1642–1717) s sedežem na tibetanski planoti
- Čjang Kajšek, voditelj nacionalistične Kitajske (desno), se sreča z muslimanskima generaloma Ma Bufangom (drugi z leve) in Ma Buqingom (prvi z leve) v Šiningu, Činghaj, avgusta 1942.

## Geografija
Činghaj leži na severovzhodnem delu Tibetanske planote. Po površini je največja pokrajina v Ljudski republiki Kitajski (brez avtonomnih pokrajin).
Rumena reka izvira v južnem delu province, Jangce in Mekong pa izvirata v jugozahodnem delu. Činghaj je ločen z goro Rijue na pastirske in kmetijske cone na zahodu in vzhodu.
Narodni naravni rezervat Sandžiangjuan je v mestu Činghaj in vključuje povirje Rumene reke, reke Jangce in reke Mekong. Rezervat je bil ustanovljen za zaščito povirja teh treh rek in je sestavljen iz 18 podobmočij, od katerih vsako vsebuje tri cone, ki se upravljajo z različnimi stopnjami strogosti.
Jezero Činghaj je največje slano jezero na Kitajskem in drugo največje na svetu. Druga velika jezera so jezero Hala v gorovju Čiljan, jezeri Gjaring in Ngoring v območju povirja Rumene reke, jezero Dongi Kona ter številna slanišča in slana jezera v zahodnem delu pokrajine.
Pokrajina Čaidam leži v severozahodnem delu pokrajine na nadmorski višini med 3000 in 5000 metri. Približno tretjina te z viri bogate kotline je puščava.
- Njenpo Jurce, okrožje Džigdži, Činghaj
- Gora Rijue v mestu Činghaj

Povprečna nadmorska višina mesta Činghaj je približno 3000 m. Gorske verige vključujejo gore Tangula in Kunlun, najvišja točka pa je Bukadaban Feng na 6860 m. Zaradi velike nadmorske višine ima Činghaj precej mrzle zime (ostre v najvišjih legah), mila poletja in velike dnevne temperaturne razlike. Njegova povprečna letna temperatura je približno –5 do 8 °C, z januarskimi temperaturami v razponu od –18 do –7 °C in julijskimi temperaturami v razponu od 15 do 21 °C.  Prav tako je nagnjen k težkim vetrovi in tudi peščeni viharji od februarja do aprila. Znatne količine padavin se pojavljajo predvsem poleti, medtem ko je padavin pozimi in spomladi zelo malo in jih je na splošno dovolj malo, da velik del province ostane polsušnega ali sušnega.

## Uprava
Ker Han tvorijo etnično večino v Činghaju in ker nobena od njegovih številnih etničnih manjšin nima jasne prevlade nad ostalimi, se pokrajina ne upravlja kot avtonomna regija. Namesto tega ima veliko etnično avtonomnih območij na ravni okrajev in okrožij. Činghaj je upravno razdeljen na osem oddelkov na ravni prefekture: dve mesti na ravni prefekture in šest avtonomnih prefektur.
Osem okrožij Činghaja na ravni prefekture je razdeljenih na 44 okrožij (6 okrajev, 4 mesta na ravni okrajev, 27 okrožij in 7 avtonomnih okrožij).

## Etnična pripadnost
Med 5,6-milijonskim prebivalstvom mesta Činghaja je več kot 37 priznanih etničnih skupin, pri čemer prebivalstvo Han predstavlja 50,5 % celotnega prebivalstva, narodne manjšine pa 49,5 % prebivalstva. Leta 2010 je bilo Tibetancev 20,7 %, Hui 16 %, Tu (Monguor) 4 %, z nekaterimi skupinami Mongolov in Salarjev, vse te skupine so najbolj naseljene v provinci. Han Kitajci prevladujejo v mestih Šining, Haidong, Delingha in Golmud ter drugod na severovzhodu. Hui so skoncentrirani v okrožjih Šining, Haidong, Minhe, Hualong in Datong. Ljudstvo Tu prevladuje v okrožju Hudžu in Salars v okrožju ŠXunhua; Tibetanci in Mongoli so redko razporejeni po ruralnem zahodnem delu province. Od muslimanskih etničnih skupin na Kitajskem ima Činghaj skupnosti Hui, Salar, Dongšjang in Bao'an. Hui prevladujejo v veleprodaji.

## Religija
Prevladujoče religije so kitajske ljudske religije (vključno s taoističnimi tradicijami in konfucijanstvom) in kitajski budizem med Kitajci Han. Velika tibetanska populacija izvaja tibetanske šole budizma ali tradicionalno tibetansko religijo Bon, medtem ko Kitajci Hui izvajajo islam. Po kitajski splošni družbeni raziskavi iz leta 2004 je krščanstvo vera 0,76 % prebivalcev pokrajine. Glede na raziskavo iz leta 2010 17,51 % prebivalstva mesta Činghaj sledi islamu.
Od septembra 1848 je bilo mesto sedež kratkotrajnega latinskokatoliškega apostolskega vikariata (predškofijska misijonska jurisdikcija) Kokonur (alias Khouhkou-noor, Kokonoor), vendar je bil leta 1861 zatrt.
| - Taoistični tempelj, posvečen Džjutian Šuanü na gori Fenghuang, v vasi Lunmalong, Duoba, Šining - Budistični tempelj na gori Rijue v okrožju Huangjuan v Šiningu - Mošeje in kitajski ljudski templji, ki označujejo obzorje okrožja Huangjuan - Tibetanski budistični samostan Rongvo v okrožju Tongren - Velika mošeja Duoba, Šining |

## Gospodarstvo
Gospodarstvo mesta Činghaj je med najmanjšimi na Kitajskem. Njen nominalni BDP je leta 2022 znašal le 361 milijard RMB (50 milijard USD) in prispeva k približno 0,30 % celotnega gospodarstva države. BDP na prebivalca je bil 60.724 RMB (9.028 USD) nominalno), 24. na Kitajskem.
Njegova težka industrija vključuje proizvodnjo železa in jekla, ki je v bližini glavnega mesta Šining. Nafta in zemeljski plin sta prav tako pomembno prispevala h gospodarstvu. Soline delujejo na številnih slanih jezerih v pokrajini.
Zunaj glavnega mesta province Šining ostaja večina Činghaja nerazvita. Činghaj je drugi najslabši na Kitajskem glede dolžine cest in bo potreboval znatno razširitev svoje infrastrukture, da bi izkoristil gospodarski potencial svojih bogatih naravnih virov.

### Gospodarsko-tehnološko razvojno območje
Območje gospodarskega in tehnološkega razvoja Šining (XETDZ) je bilo odobreno kot razvojno območje na državni ravni julija 2000. Ima načrtovano površino 4,4 km². XETDZ leži na vzhodu Šininga, 5 km od središča mesta. Na vzhodu stoji ob zgornjem toku reke Huangšui - enega od krakov Rumene reke. Mesto obdajajo gore s povprečno nadmorsko višino 2261 m, najvišja pa 4393 m. XETDZ je prvi te vrste na nacionalni ravni na planoti Činghaj-Tibet. Ustanovljeno je za izpolnitev nacionalne strategije razvoja zahoda.
XETDZ uživa udoben prometni sistem, ki ga povezuje hitra cesta Šining-Landžou in poteka poleg dveh glavnih cest, najširših v mestu. To je 4 km od železniške postaje, 15 km od letališča Šining — letališča razreda 4D s 14 letalskimi prevozniki v mesta, kot so Peking, Guangdžou, Šanghaj, Čengdu in Šjan. Šining je prehod province Činghaj v zunanji svet, prometno središče z več kot desetimi avtocestami, več kot 100 cestami in dvema železnicama, Landžou-Činghaj in Činghaj-Tibet v mestu in iz njega.
Osredotoča se na razvoj naslednjih industrij: kemikalije, ki temeljijo na virih slanega jezera, neželezne kovine ter predelava nafte in zemeljskega plina; posebna zdravila, živila in biokemikalije z uporabo lokalnih planotskih živali in rastlin; novi izdelki, ki vključujejo ekološko in okoljsko zaščito, visoko tehnologijo, nove materiale in informacijsko tehnologijo; in storitve, kot so logistika, bančništvo, nepremičnine, turizem, hotelirstvo, gostinstvo, agencija in mednarodna trgovina.